# Mael Mórdha
I Mael Mórdha sono un gruppo celtic metal proveniente dall'Irlanda. Il loro sound può essere descritto come celtic metal con forti influenze doom metal (la band definisce il proprio genere Gaelic Doom Metal). Si sono formati nel 1998 e hanno pubblicato il primo Ep nel 1998.

## Formazione
- Roibéard Ó Bogail - vocals, piano, tin whistles
- Gerry Clince - guitars
- Anthony Lindsay - guitars
- Dave Murphy - bass
- Shane Cahill - drums

## Discografia

### Album
| Year | Album                 |
| ---- | --------------------- |
| 2005 | Cluain Tarbh          |
| 2007 | Gealtacht Mael Mórdha |
| 2010 | Manannán              |

### EPs/Splits
| Year | EP                     |
| ---- | ---------------------- |
| 1999 | The Path to Insanity   |
| 2000 | The Inferno Spreads    |
| 2003 | Caoineadh na nGael     |
| 2004 | Cluain Tarbh E.P.      |
| 2005 | Primordial/Mael Mórdha |